# フアン・ラモン・ヒメネス
フアン・ラモン・ヒメネス・マンテコン（Juan Ramón Jiménez Mantecón、1881年12月23日 - 1958年5月29日）はスペインの詩人。彼がスペイン語圏近代詩で成し遂げた最も大きな業績は、純粋詩の確立である。1956年にノーベル文学賞を受賞した。フワン・ラモーン・ヒメーネスとも。

## 伝記
1881年12月23日、スペイン・ウエルバ県ウエルバ近郊のモゲールで、父ビクトル・ヒメネス、母マリア・プラ・マンテコンの第4子・次男として生まれた。彼は家業を継ぐためにセビリア大学で法律を学んだがその道には進まず詩に傾倒し、1900年、アンダルシア出身の先輩詩人フランシスコ・ビリャエスペーサ（en:Francisco Villaespesa）に誘われてマドリードに赴き、モデルニスモ文学を代表する詩人ルベン・ダリオの強い影響を受けた。同年、芸術的分野へ進むことに理解を示してくれた父親を亡くしたことで精神に不調を来たしたため、フランスボルドーの精神療養施設に入所し、その期間にフランス詩の知識を深めた。彼は療養生活中にもモデルニスモ詩人たちと交流を続け、詩作を続ける。1905年には、帰郷して静養を続けた。後にこの時の経験を元に散文詩集『プラテーロとわたし（es:Platero y yo）』を執筆する。1911年、健康を回復してマドリードに戻り、文学者活動をさらに旺盛に進める。
1916年、1913年に知り合って以来、恋愛関係にあったセノビア・カンプルビー（en:Zenobia Camprubí）と結婚し、アメリカを旅行する。彼女はカタルーニャ州出身でプエルトリコ人を母親に持ち、ラビンドラナート・タゴールの翻訳者として著名でもある。結婚を契機として自らに確かな個性を見出し、これより以後、韻律を廃した自由詩“純粋詩”の確立へと自覚的に向かう。
1936年、スペイン内戦が勃発すると、夫妻はキューバ、アメリカに亡命した。1946年、ヒメネスが心臓病を患い、妻セノビアと関係の深いプエルトリコに落ち着いた。ヒメネスは後にメリーランド大学カレッジパーク校の、スペイン語とスペイン文学の教授となった。1951年以降、プエルトリコに定住する。1956年、彼はノーベル文学賞を受賞したが、3日後、その報せが届いた日に妻が子宮癌で死去した。彼自身は2年後の1958年5月29日、妻と同じ病院で亡くなり、妻とともに故郷モゲールに葬られた。
彼の作品中、故郷での静養の間、常に彼を背中に乗せて歩いた愛ロバ・プラテーロや故郷の風景、様々な人々との交流を描いた『プラテーロとわたし』が世界的にも最も有名である。また妻と共同でアイルランドの作家の戯曲の翻訳なども手がけた。彼は存命中、夥しい数の詩を発表し、詩集になったものだけでも40余冊を数える。

1982年より発行されていた2000ペセタ紙幣にはヒメネスの肖像が使用されていた。

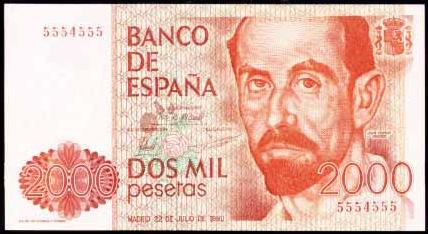
2000ペセタ紙幣

## 略歴

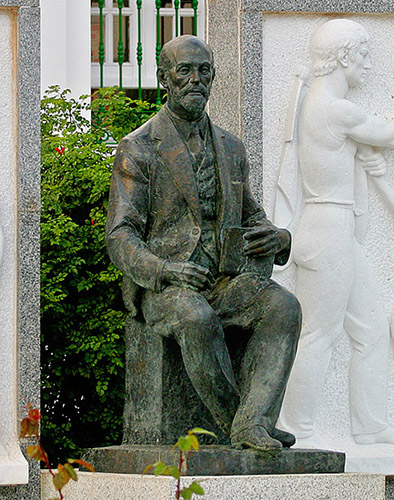
モゲールの町役場の広場にあるヒメネスの銅像

- 1881年12月23日、スペイン・ウエルバ県モゲール（en:Moguer）に生まれる。
- 1887年、地元のサン・ホセ学院に入学。
- 1893年、カディス県のプエルト・デ・サンタ・マリア学院に入学。
- 1896年、セビリア大学に入学[2]、法律を学ぶとともに、絵画・詩に傾倒する（1898年に大学中退[3]）。
- 1900年、アンダルシア出身の先輩詩人ビリャエスペーサ（en:Francisco Villaespesa）に誘われマドリードを訪れ、文学サークルの一員となり、ルベン・ダリオに出会い、その強い影響でモデルニスモ文学に傾倒する。7月、父ビクトル急死、衝撃を受け精神に不調を来す。
- 1901年、フランスの精神療養施設に入所、その期間にフランス詩の知識を深める。同年末、マドリードの療養施設に移る。療養生活中にもモデルニスモ詩人たちと交流を続け、詩作を続ける。
- 1905年、モゲールに帰郷、静養を続けるが、この間、詩作も続けた。

この時の経験を元に『プラテーロとわたし』（縮約版1914、完全版1917）を執筆する。
- 1911年、健康を回復し、マドリードに戻り、さらに旺盛な活動を開始。
- 1913年、プエルトリコから留学していたセノビア・カンプルビー（en:Zenobia Camprubí）と大学の寮（と言うより、en:Residencia de Estudiantes）で知り合い、恋愛関係となる。
- 1916年1月末、ニューヨーク滞在中のセノビアの許へ発ち、3月2日、同市にて挙式、そのままアメリカ東部を旅行し、6月7日帰国、マドリードに新居を構える。
  - 以後は純粋詩の確立へと向かい、1920年代にはスペイン近代抒情詩の全盛時代において詩壇の中心的人物となる。
- 1936年7月、スペイン内戦が勃発、スペイン共和国政府のワシントン駐在名誉文化担当官として妻を伴い出国。以後、アメリカ・プエルトリコ・キューバなどで活動を続ける。
- 1951年、これより後、妻セノビアの故郷であるプエルトリコに定住。
- 1956年10月25日、ノーベル文学賞受賞。当時、妻セノビアは病床にあり、その報せが届いた10月28日に没した。
- 1958年5月29日没。遺骸は妻と共に故郷モゲールに送られ、6月6日埋葬。

### ギャラリー

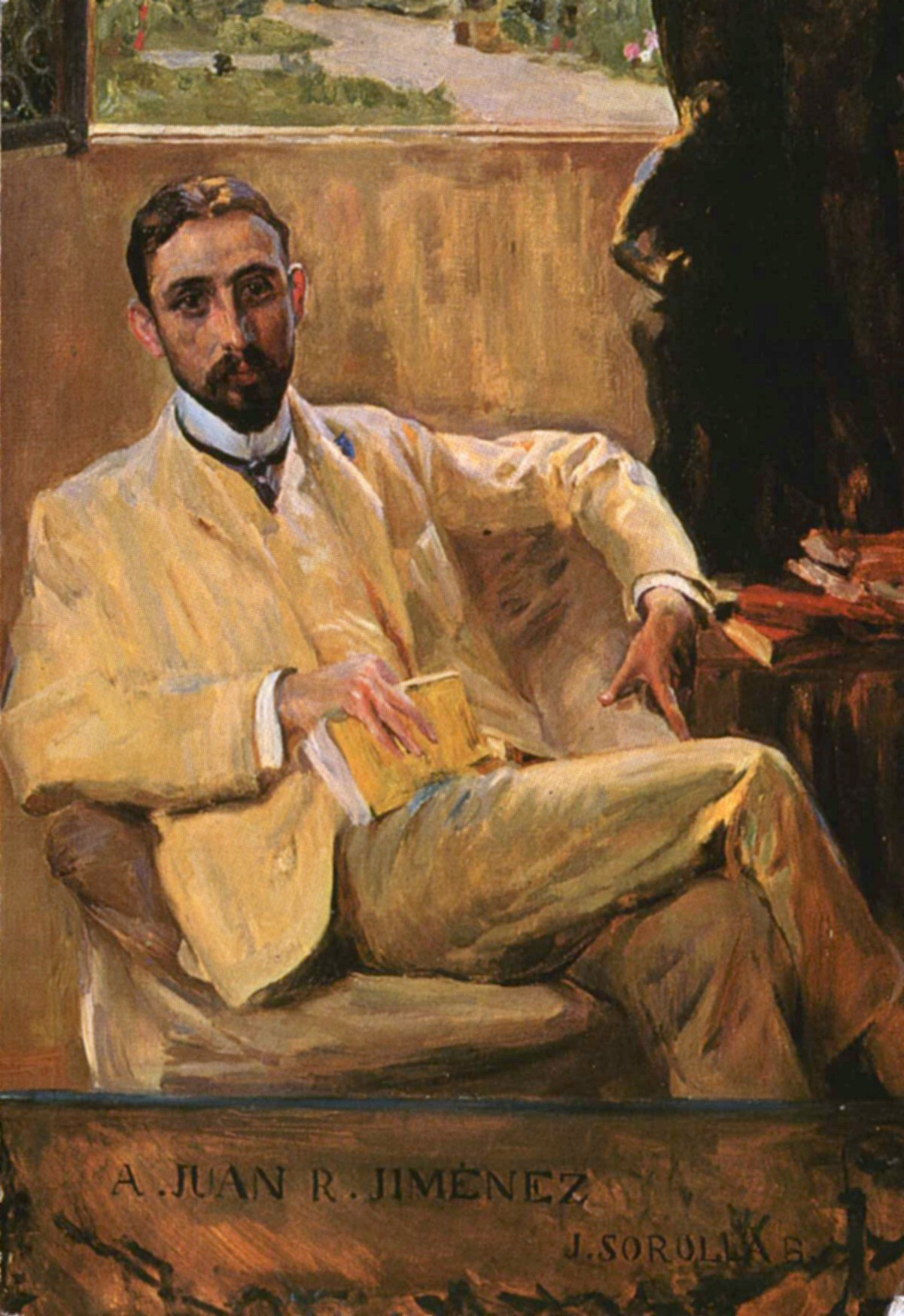
ヒメネスの肖像画（ホアキン・ソロリャ（英語版、スペイン語版）、1903年製作）
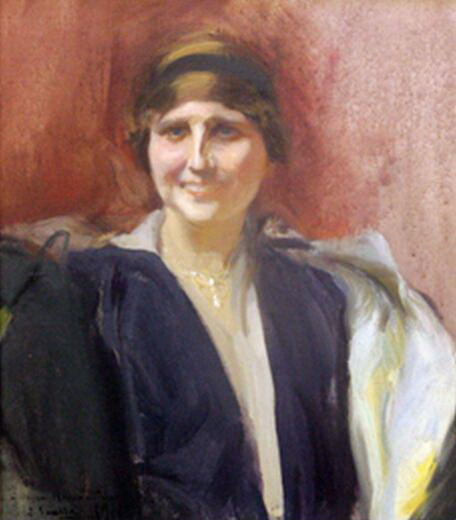
セノビアの肖像画（ホアキン・ソロリャ、1918年製作）
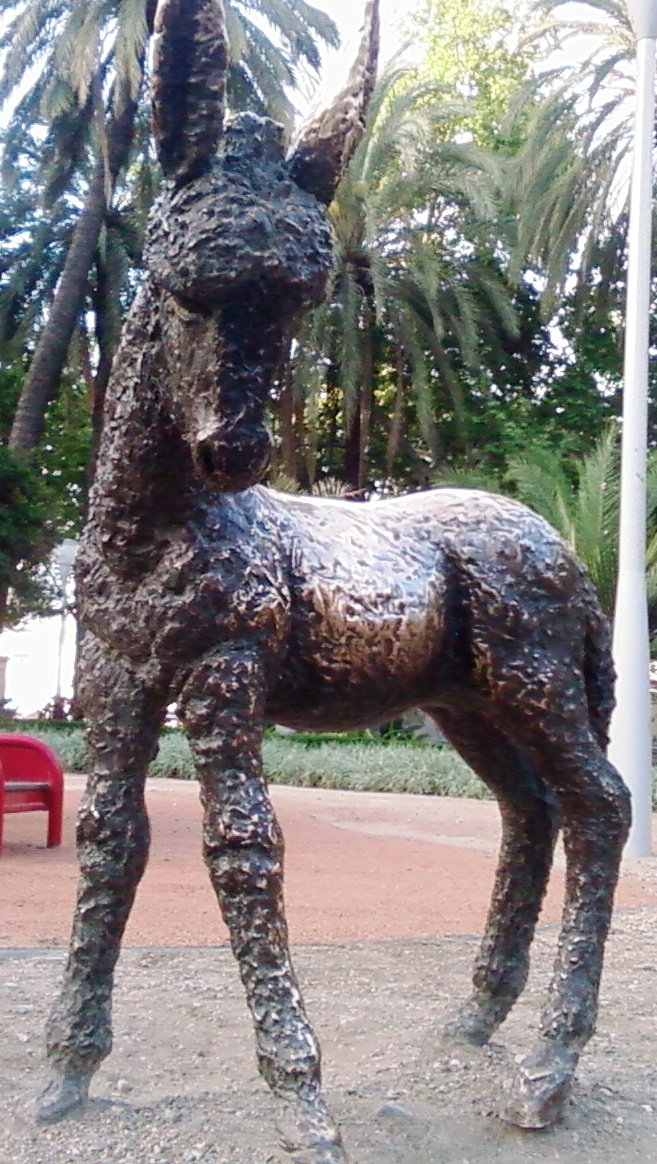
マラガのマラガ公園（スペイン語版）にあるプラテーロの彫刻（ハイメ・ピメンテル（スペイン語版）製作）
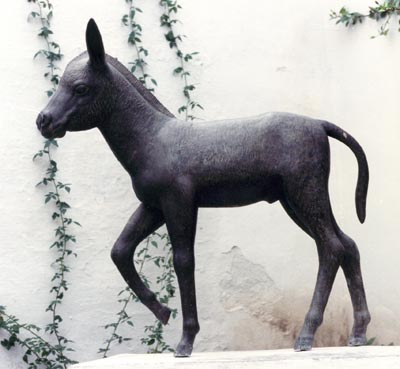
モゲールにあるプラテーロの銅像（アントニオ・レオン・オルテガ（英語版）、1963年製作）
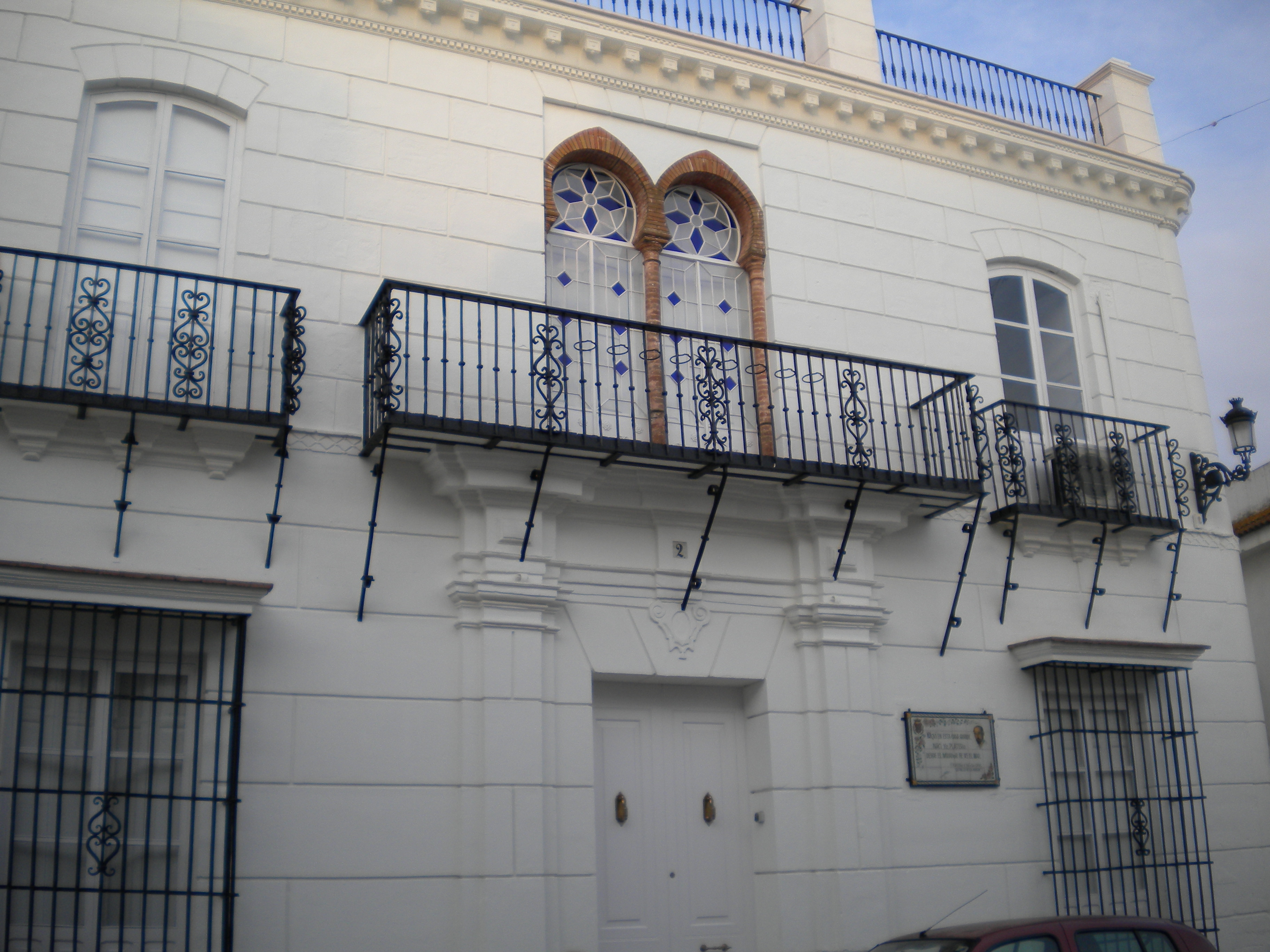
ヒメネスの生家（スペイン語版）前景。現セノビアとフアン・ラモン・ヒメネスの家博物館（スペイン語版）。北緯37度16分38.01秒 西経6度50分34.40秒 / 北緯37.2772250度 西経6.8428889度
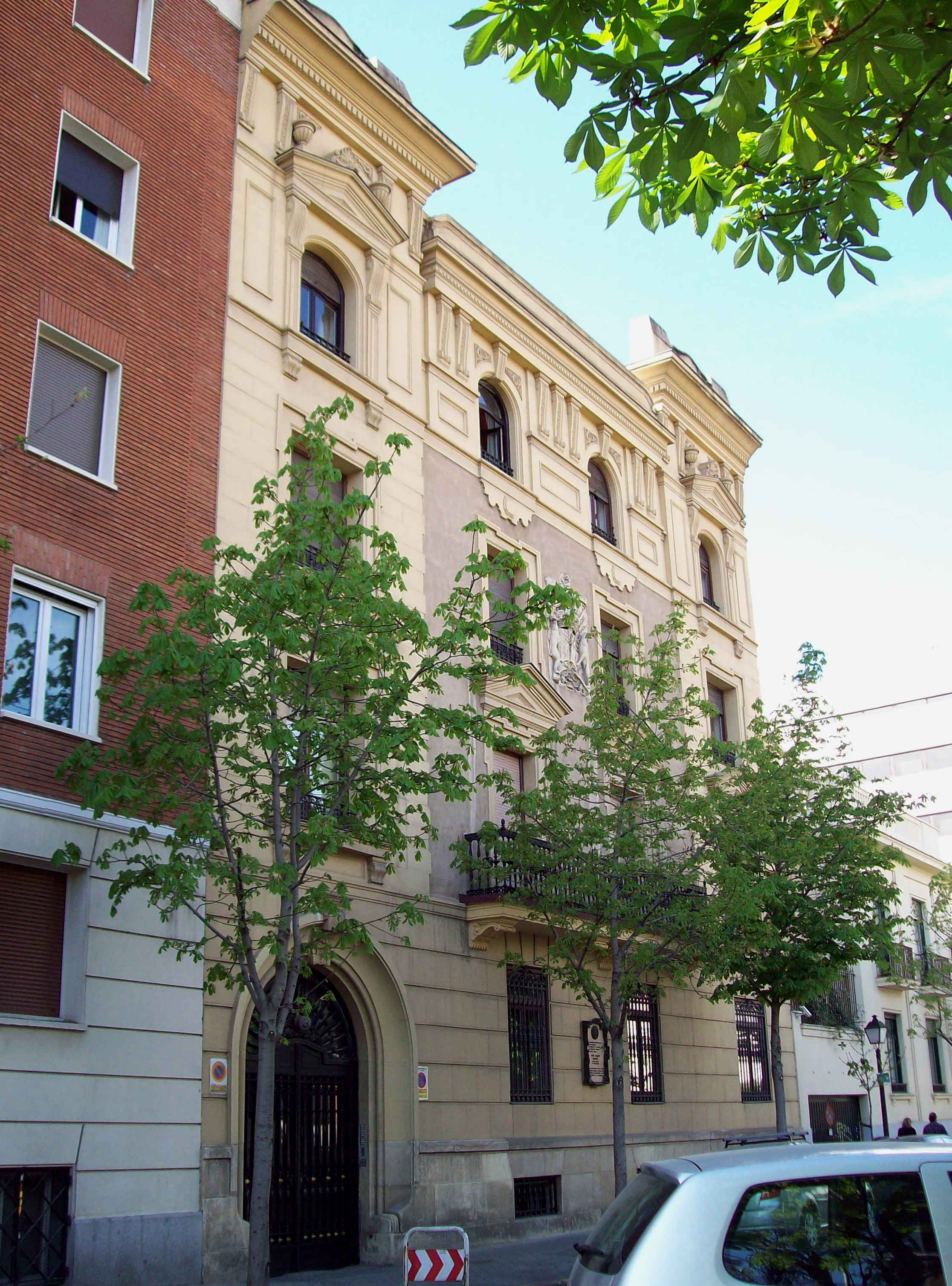
ヒメネスがマドリードで1929年から1936年まで暮らした邸宅。パディリャ通り38番地にある。北緯40度25分52.8秒 西経3度40分49.7秒 / 北緯40.431333度 西経3.680472度

## 主な詩集
- 『紫の魂』Almas de violeta, 1900
- 『睡蓮』Ninfeas, 1900
- 『叙情詩集』Rimas, 1902
- 『哀しいアリア』Arias tristes, 1903
- 『遥かな庭』Jardines lejanos, 1904
- 『純粋』Elejías puras, 1908
- 『中間の哀歌』Elejías intermedias, 1909
- 『緑の葉』Las hojas verdes, 1909
- 『悲歌』Elejías lamentables, 1910
- 『春のバラード』Baladas de primavera, 1910
- 『響く寂寥』La soledad sonora, 1911
- 『田園詩』Pastorales, 1911
- 『魅惑と苦悩の詩』Poemas májicos y dolientes, 1911
- 『憂愁』Melancolía, 1912
- 『迷宮』Laberinto, 1913
- 『プラテーロとわたし』（縮約版）Platero y yo (edición reducida), 1914
- 『夏』Estío, 1916
- 『心のソネット』Sonetos espirituales, 1917
- 『新婚詩人の日記』Diario de un poeta recién casado, 1917
- 『プラテーロとわたし』（完全版）Platero y yo (edición completa), 1917
- 『永遠』Eternidades, 1918
- 『石と空』Piedra y cielo, 1919
- 『第二詩選』Segunda antolojía poética, 1922
- 『詩』Poesía, 1923
- 『美』Belleza, 1923
- 『歌』Canción, 1935
- 『私の詩の声』Voces de mi copla, 1945
- 『全ての季節』La estación total, 1946
- 『コラル・ガブレスのロマンス』Romances de Coral Gables, 1948
- 『深奥の獣』Animal de fondo, 1949

## 邦訳
- 永田寛定訳 『プラテーロとわたし』、講談社〈少年少女世界文学全集〉38（南欧・東欧編1）、1960年
- 伊藤武好・伊藤百合子訳 『プラテーロとわたし』、理論社、1965年、新装版2011年 
  - 伊藤武好・伊藤百合子訳 『プラテーロとわたし』、理論社フォア文庫〈全2冊〉、1990年 - 改訂版
- 伊藤武好・伊藤百合子訳 『ヒメネス詩集』、彌生書房〈世界の詩〉、1968年 
  - 伊藤武好・伊藤百合子訳 『ヒメネス詩集』、未知谷、2013年 - 改訂版
- 荒井正道訳 『石と空』、平凡社〈世界名詩集26〉、1969年
- 長南実訳 『プラテーロとわたし』、主婦の友社〈ノーベル賞文学全集〉、1971年
  - 長南実訳 『プラテーロとぼく』、岩波書店〈岩波少年文庫〉、1975年 - 主婦の友社版を少年向け改訳・挿絵版
  - 長南実訳 『プラテーロとわたし』、岩波文庫、2001年 - 上記版を詳注・改訂
- 石井洋子訳 『プラテーロとわたし』石井崇絵、中央法規出版、1987年 - 詩画集
- 谷口江里也訳 『プラテーロと私 抄　アンダルシア哀歌』、未知谷、2019年
- 波多野睦美訳 『プラテーロとわたし　詩画集』山本容子絵、理論社、2019年